# 50 kilomètres marche aux Jeux olympiques d'été de 2012
Navigation
Pékin 2008 Rio 2016
L'épreuve du 50 kilomètres marche aux Jeux olympiques de 2012 a lieu le 11 août à Londres.
Les limites de qualifications étaient de 3 h 59 min 00 s pour la limite A et de 4 h 09 min 00 s pour la limite B.

## Records
Avant cette compétition, les records dans cette discipline étaient les suivants :
| Record du monde  | 3 h 34 min 14 s | Denis Nizhegorodov | Russie | 11 mai 2008  | Tcheboksary |
| Record olympique | 3 h 37 min 09 s | Alex Schwazer      | Italie | 22 août 2008 | Pékin       |

## Médaillés
| Or            | Argent      | Bronze           |
| Jared Tallent | Si Tianfeng | Robert Heffernan |

## Résultats
Le 24 mars 2016, le Russe Sergey Kirdyapkin est disqualifié pour des anomalies dans son passeport biologique. Jared Tallent est déclaré vainqueur.
| Rang                                | Athlète               | Pays             | Temps           | Notes |
| ----------------------------------- | --------------------- | ---------------- | --------------- | ----- |
| DQ                                  | Sergey Kirdyapkin     | Russie           | 3 h 35 min 59 s | OR    |
| Médaille d'or, Jeux olympiques      | Jared Tallent         | Australie        | 3 h 36 min 53 s | PB    |
| Médaille d'argent, Jeux olympiques  | Si Tianfeng           | Chine            | 3 h 37 min 16 s | PB    |
| Médaille de bronze, Jeux olympiques | Robert Heffernan      | Irlande          | 3 h 37 min 54 s | NR    |
| DQ                                  | Igor Yerokhin         | Russie           | 3 h 37 min 54 s | PB    |
| DQ                                  | Sergey Bakulin        | Russie           | 3 h 38 min 55 s | SB    |
| 4                                   | Li Jianbo             | Chine            | 3 h 39 min 01 s | PB    |
| 5                                   | Matej Tóth            | Slovaquie        | 3 h 41 min 24 s |       |
| 6                                   | Łukasz Nowak          | Pologne          | 3 h 42 min 47 s | PB    |
| 7                                   | Koichiro Morioka      | Japon            | 3 h 43 min 14 s | PB    |
| 8                                   | André Höhne           | Allemagne        | 3 h 44 min 26 s | SB    |
| 9                                   | Bertrand Moulinet     | France           | 3 h 45 min 35 s | PB    |
| 10                                  | Park Chil-sung        | Corée du Sud     | 3 h 45 min 55 s | NR    |
| 11                                  | Ivan Trotski          | Biélorussie      | 3 h 46 min 09 s | PB    |
| 12                                  | Jarkko Kinnunen       | Finlande         | 3 h 46 min 25 s | PB    |
| 13                                  | Horacio Nava          | Mexique          | 3 h 46 min 59 s | SB    |
| 14                                  | Marco De Luca         | Italie           | 3 h 47 min 19 s | SB    |
| 15                                  | Rafał Sikora          | Pologne          | 3 h 47 min 47 s |       |
| 16                                  | Ihor Hlavan           | Ukraine          | 3 h 48 min 07 s | PB    |
| 17                                  | Jesús Ángel García    | Espagne          | 3 h 48 min 32 s |       |
| 18                                  | Trond Nymark          | Norvège          | 3 h 48 min 37 s | SB    |
| 19                                  | Nathan Deakes         | Australie        | 3 h 48 min 45 s |       |
| 20                                  | Omar Zepeda           | Mexique          | 3 h 49 min 14 s |       |
| 21                                  | Christopher Linke     | Allemagne        | 3 h 49 min 19 s |       |
| 22                                  | Alexandros Papamihail | Grèce            | 3 h 49 min 56 s | NR    |
| 23                                  | Luke Adams            | Australie        | 3 h 53 min 41 s |       |
| 24                                  | Emerson Hernandez     | Salvador         | 3 h 53 min 57 s | NR    |
| 25                                  | José Leyver Ojeda     | Mexique          | 3 h 55 min 00 s |       |
| 26                                  | Brendan Boyce         | Irlande          | 3 h 55 min 01 s | PB    |
| 27                                  | Quentin Rew           | Nouvelle-Zélande | 3 h 55 min 03 s | PB    |
| 28                                  | Cédric Houssaye       | France           | 3 h 55 min 16 s |       |
| 29                                  | Marc Mundell          | Afrique du Sud   | 3 h 55 min 32 s | AR    |
| 30                                  | Fredy Hernández       | Colombie         | 3 h 56 min 00 s | PB    |
| 31                                  | Yim Junghyun          | Corée du Sud     | 3 h 56 min 34 s | SB    |
| 32                                  | Serhiy Budza          | Ukraine          | 3 h 56 min 35 s |       |
| 33                                  | Basanta Bahadur Rana  | Inde             | 3 h 56 min 48 s | NR    |
| 34                                  | Zhao Jianguo          | Chine            | 3 h 56 min 59 s |       |
| 35                                  | Kim Dong-Young        | Corée du Sud     | 3 h 57 min 33 s |       |
| 36                                  | Marius Cocioran       | Roumanie         | 3 h 57 min 52 s | PB    |
| 37                                  | Pedro Isidro          | Portugal         | 3 h 58 min 59 s |       |
| 38                                  | Antti Kempas          | Finlande         | 4 h 01 min 50 s |       |
| 39                                  | Mikel Odriozola       | Espagne          | 4 h 02 min 48 s | SB    |
| 40                                  | John Nunn             | États-Unis       | 4 h 03 min 28 s | PB    |
| 41                                  | Maciej Rosiewicz      | Géorgie          | 4 h 05 min 20 s | SB    |
| 42                                  | Igors Kazakevičs      | Lettonie         | 4 h 06 min 47 s |       |
| 43                                  | Tadas Šuškevičius     | Lituanie         | 4 h 08 min 16 s |       |
| 44                                  | Xavier Moreno         | Équateur         | 4 h 09 min 23 s |       |
| 45                                  | Milos Batovsky        | Slovaquie        | 4 h 09 min 32 s |       |
| 46                                  | Vitaliy Anichkin      | Kazakhstan       | 4 h 14 min 09 s |       |
| 47                                  | Benjamin Sánchez      | Espagne          | 4 h 14 min 40 s |       |
| 48                                  | Dominic King          | Grande-Bretagne  | 4 h 15 min 05 s |       |
| –                                   | Rafał Fedaczyński     | Pologne          | DNF             |       |
| –                                   | Nenad Filipović       | Serbie           | DNF             |       |
| –                                   | Takayuki Tanii        | Japon            | DNF             |       |
| –                                   | João Vieira           | Portugal         | DNF             |       |
| –                                   | Edward Araya          | Chili            | DSQ             |       |
| –                                   | Erick Barrondo        | Guatemala        | DSQ             |       |
| –                                   | Andrés Chocho         | Équateur         | DSQ             |       |
| –                                   | Yohann Diniz          | France           | DSQ             |       |
| –                                   | Colin Griffin         | Irlande          | DSQ             |       |
| –                                   | Oleksiy Kazanin       | Ukraine          | DSQ             |       |
| –                                   | Jaime Quiyuch         | Guatemala        | DSQ             |       |
| –                                   | Yuki Yamazaki         | Japon            | DSQ             |       |

## Légende
Records et Performances
- AR : Record continental (area record)
- CR : Record des championnats (championship record)
- MR : Record du meeting (meet record)
- NR : Record national (national record)
- OR : Record olympique (olympic record)
- PR : Record paralympique (paralympic record)
- PB : Record personnel (personal best)
- SB : Meilleure performance personnelle de la saison (season's best)
- WL : Meilleure performance mondiale de l'année (world leader)
- WJR : Record du monde junior (world junior record)
- WR : Record du monde (world record)

Circonstances et Conditions
- DNF : N'a pas terminé (did not finish)
- DNS : N'a pas pris le départ (did not start)
- DQ : Disqualification (disqualification)
- NM : Aucun essai valable enregistré (No Mark)
- Q : Qualifié « directement » au prochain tour (ou à la prochaine compétition), lors d'une compétition majeure, grâce au classement ou à la réalisation des minima (automatic qualifier)
- q : Qualifié au prochain tour (ou à la prochaine compétition), lors d'une compétition majeure, grâce au repêchage ou à la réalisation de l'une des meilleures performances parmi celles des « non qualifiés directement » (grâce au meilleur temps ou à la meilleure distance par exemple) (secondary qualifier)